# تيريز (شليل)
تیریز (بالفارسية: تیریز) هي قرية تقع في إيران في قسم شلیل الريفي.